# Giacomo Appiotti
Giacomo Appiotti, italijanski general, * 3. februar 1873, † 29. januar 1948.